# Пейн, Малкольм
Малкольм Пейн (англ. Malcolm Pein; род. 14 августа 1960, Ливерпуль) — английский шахматист, международный мастер (1986).
Капитан сборной Англии на командном чемпионате Европы по шахматам (2017). В составе национальной сборной серебряный призёр 2-го командного чемпионата мира среди ветеранов (2014) в г. Вильнюсе (в категории 50+).
В составе команды «Wood Green London» трёхкратный участник Кубка европейских клубов.
Многократный участник соревнований в Шахматной лиге четырёх наций. В составе различных команд выиграл 8 медалей — 1 золотую (2009), 4 серебряные (1999, 2000, 2002, 2011) и 3 бронзовые (1994—1996).
Много лет является шахматным обозревателем в тематических и общегражданских СМИ Великобритании. Организатор и директор турнира London Chess Classic. Владелец журнала Chess Magazine.

## Изменения рейтинга
| График не отображается по техническим причинам. Чтобы исправить это, воспроизведите график в новом формате, если это возможно. |

## Книги
- Grunfeld Defence (Batsford, 1981) — ISBN 978-0713435948
- Blumenfeld Defence [в соавторстве с Jan Przewoznik] (Everyman, 1991) — ISBN 978-0080371337
- Daily Telegraph Guide to Chess (Batsford, 1995) — ISBN 978-0713478143
- The Exchange Grunfeld [в соавторстве с А. Михальчишином] (Everyman, 1996) — ISBN 978-1857440560